# Jordi Borja Sebastià
Jordi Borja Sebastià (Barcelona, 18 de juny de 1941) és un geògraf i polític català. És llicenciat en sociologia i ciències polítiques, diplomat en Geografia i màster en Urbanisme. És director de l'àrea de gestió de la ciutat i urbanisme de la Universitat Oberta de Catalunya. Des de la dècada dels seixanta ha estat vinculat al moviment ciutadà popular de Barcelona i ha ocupat el càrrec de responsable de Política Municipal i Moviment Popular del PSUC. Del 1980 al 1984 va ser diputat al Parlament de Catalunya i al cap de tres anys, tinent d'alcalde de Descentralització i Participació a l'Ajuntament de Barcelona. Ha estat professor de Sociologia i Geografia urbana a la Universitat Autònoma de Barcelona i a la Universitat Politècnica de Catalunya, així com en universitats estrangeres com les de París, Buenos Aires, Mèxic i Nova York. Ha col·laborat també com a consultor a les ciutats principals de Llatinoamèrica. Ha publicat Urbanisme de Barcelona: llums i ombres (Edicions 62-Empúries, 2010, en castellà UOC, 2010), i La ciudad conquistada (Alianza, 2005), entre altres títols.

## Trajectòria
Estudià dret a la Universitat de Barcelona. Militant del PSUC des de 1960, hagué d'exiliar-se a París de 1961 a 1968, on aprofità per llicenciar-se. De 1968 a 1972 fou professor de sociologia urbana a la Universitat de Barcelona i de 1972 a 1984 de geografia urbana i institucions territorials a la Universitat Autònoma de Barcelona. Entre 1969 i 1970 també fou vocal de la Societat Catalana de Geografia
Fou membre del comitè central del PSUC i del PCE i responsable de política municipal i moviment popular del PSUC de 1974 a 1981. Fou elegit diputat a les eleccions al Parlament de Catalunya de 1980 dins les files del PSUC, tinent d'alcalde de l'Ajuntament de Barcelona pel PSUC de 1983 a 1995 i vicepresident executiu de l'Àrea Metropolitana de Barcelona el 1987-1991. Borja va ser un dels artífexs de la descentralització i organització de la capital catalana en districtes.
És director de Jordi Borja Urban Technology Consulting S.L, professor de la Universitat Oberta de Catalunya i director del Màster en Gestió Urbana la Universitat Politècnica de Catalunya. També ha estat professor a les universitats de Paris, Roma, Nova York, Mèxic i Buenos Aires i co-director de l'assessoria dels plans estratègics de Rio de Janeiro, Bogotà i Medellín. Ha col·laborat en publicacions com L'Avenç, L'Espill, Mientras Tanto i El País, entre d'altres.

## Obres
- Por unos municipios democráticos: diez años de reflexión crítica y movimiento ciudadano (1986)
- Descentralización y participación ciudadana (1987)
- Democracia local: descentralización del estado, políticas económico-sociales en la ciudad y participación popular (1988)
- Local y global: la gestión de las ciudades en la era de la información (1997)
- La ciutat del futur, el futur de les ciutats (1998) amb Oriol Nel·lo i Colom i Josep M. Vallès
- L'espai públic: ciutat i ciutadania (2001) amb Zaida Muixí
- La ciudad conquistada (2003)
- Urbanismo en el siglo XXI (2003)
- Cartes de lluny i de prop. Incerteses i propostes de reconstrucció democràtica. (L'Avenç, 2013)